# Cylindrosporium eminens
Cylindrosporium eminens är en svampart som beskrevs av Davis 1919. Cylindrosporium eminens ingår i släktet Cylindrosporium, ordningen disksvampar, klassen Leotiomycetes, divisionen sporsäcksvampar och riket svampar.   Inga underarter finns listade i Catalogue of Life.